# تمرد برداس فوقاس الأصغر
ثورة برداس فوقاس الأصغر (شباط 987 - تشرين الأول 989 م) كانت حربًا كبرى داخل الإمبراطورية البيزنطية، خُوضَت في الغالب في آسيا الصغرى (الأناضول).
خلال النصف الثاني من القرن العاشر الميلادي، اتسمت الإمبراطورية البيزنطية بالإمبراطوريين المكرسين أو المجبرين على فترات طويلة من الحملات في الغالب في الشرق الأدنى وكريت (إقريطش) وقبرص وأنطاكية؛ كما تم غزو العديد من الأراضي الأخرى خلال هذه الفترة. كان النجاح الذي حققته بيزنطة خلال هذه الفترة يرجع إلى حد كبير إلى عشيرة فوقاس، وهي عائلة أرستقراطية أنتجت باستمرار قادة أكفاء ومحاربين. في الواقع، خلال عهدي نقفور الثاني فوقاس وابن أخيه يوحنا الأول الزيمسكي، حل هؤلاء القادة الأرستقراطيون محل الورثة الشرعيين للسلالة المقدونية وتحديدًا الأخوين المراهقين باسيل الثاني وقسطنطين الثامن، كحكام فعليين للإمبراطورية. عندما توفي الزيمسكي في عام 976 م، صعد باسيل الثاني إلى السلطة. لكن سرعان ما اشتعلت التوترات داخل البلاط الملكي نفسه، إذ حاول الإمبراطور من فئة ولد في الأرجوانية أن يحكم بعيدًا تمامًا عن نفوذ خصيان البلاط الرسميين. ودخلت الشخصيات التي تقف وراء التوترات المتصاعدة في العاصمة في تمرد كبير قاده برداس فوقاس الأصغر، أقوى رجل متبقٍّ من نظام فوقاس القديم.

## مقدمة للتمرد
اندلعت الحرب بسبب التوترات المتداولة بين الإمبراطور المتوج حديثًا باسيل الثاني وعشيرة فوقادس-ليكابينوس. في عام 985 م، عزل باسيل رئيس الوزراء المخضرم الخصي باسيل ليكابينوس. فوضعه أولًا تحت الإقامة الجبرية في القسطنطينية ثم نفاه لاحقًا وصادر ممتلكاته. بعد ذلك، حاول باسيل إضعاف القوة الكلية لعشيرة فوقادس-ليكابينوس وأنصارهم في جميع أنحاء الإمبراطورية. طوال عام 985 م، قام بخفض رتبة أو طرد المتعاطفين المشتبه بهم. وتم تخفيض رتبة برداس فوقاس الأصغر من محلي مدارس الشرق إلى مجرد دوكس من الشرق، مع سلطة اسمية على أنطاكية، بينما اُستدعي الدوكس السابق لأنطاكية، وهو مؤيد لليكابينوس، واسمه ليو ميليسينوس، إلى العاصمة. كما استدعى باسيليوس أيضًا كتباني إيطاليا المسمى دلفيناس، لأنه كان أيضًا من مؤيدي ليكابينوس.
كان ذلك في الوقت الذي بدأت فيه القوات البلغارية مرة أخرى في شن غارات على اليونان البيزنطية. ومع ذلك، رأى باسيل في ذلك فرصة: فمن خلال سحق القوات البلغارية، يمكنه إضفاء الشرعية على حكمه في الداخل مع تقليص السجل العسكري المتميز لفوقادس الذي قام به برداس فوقاس في الشرق، حيث كان هذا هو المحفز الرئيس لدعمه، حيث كان هو نفسه استراتيجيًا ضعيفًا. غادر إلى الجبهة الغربية في عام 986 م ووصل إلى سرديكا بحلول الصيف. حاصر المدينة لمدة عشرين يومًا قبل أن يشعر بالقلق بسبب الشائعات المتداولة بأن ميليسينوس كان يخطط لانقلاب في العاصمة. ومع ذلك، في 16 آب، تعرض لكمين من قوات القيصر البلغاري صموئيل عند أبواب تراجان. فتفرقت قواته، وخجل باسيل من الهزيمة. وقد استطاع صموئيل استعادة معظم الإمبراطورية البلغارية السابقة قبل فتوحات يوحنا الأول الزيمسكي، واستطاع تفريق الدعم لحكم باسيل في القسطنطينية والشرق. والأسوأ من ذلك، أن أنباء الهزيمة الكارثية وصلت إلى بغداد، حيث منح البويهيين الحاكمون الفعليون هناك اللجوءً للمتمرد السابق بارداس سكليروس.

## بداية الأعمال العدائية
في معاهدة رسمية في كانون الأول 986، وافق سكليروس على عدد من التنازلات للبويهيين، بما في ذلك تبادل الأسرى المسلمين، والتنازل عن بعض الحصون الحدودية، شريطة أن يزودوه بالدعم في تمرد مفتوح ضد الإمبراطورية البيزنطية. ومع ذلك، لم يساعد البويهيون سكليروس بجيش دائم خوفًا من هجوم عليهم من القوى المسلمة الأخرى؛ وبدلًا من ذلك، جنّدوا رجال القبائل العربية والأرمن الذين يعيشون في الطريق إلى الحدود البيزنطية. وفي شباط 987 م، وصلوا إلى ملطين، التي استسلمت لهم، حيث أعلن برداس سكليروس نفسه إمبراطورًا. ولكن من سوء حظه، فقد أُطيح بأمير البويهيين، صمصام الدولة مع مغادرته، الذي كان قد دعم سكليروس، وفي نفس العام، وبينما استمر الدعم الرسمي من بغداد، إلا أن إمكانية التدخل البويهي الفعلي في الحرب اختفت في الواقع تقريبًا. وفي ملطين، تمكن سكليروس من مصادرة كميات كبيرة من الذهب والمؤن، بالإضافة إلى حشد الدعم المحلي، مثل الزعيم الكردي باذ بن دستك.
في هذه الأثناء، حاول باسيل مواجهة غزو سكليروس بترقية بارداس فوقاس إلى رتبة دوميست الشرق. ومع ذلك، تمرد فوقاس، الذي كان بالفعل مسيطرًا على معظم آسيا الصغرى البيزنطية، بدوره على باسيل. ثم ناشد فوقاس سكليروس للانضمام إلى قضيته، حيث كان فوقاس، على الرغم من كونه التكتيكي الأدنى، يقود قوة أقوى بكثير. توصل الاثنان إلى اتفاق على أنه إذا انتصرا، فسوف يقسمان الإمبراطورية، حيث يأخذ سكليروس أنطاكية والمقاطعات الشرقية ويأخذ فوقاس الباقي. تبنى سكليروس الخطة، ومع ذلك، عند اجتماعه في كابادوكيا، سجنه فوقاس على الفور وتولى قيادة التمرد لنفسه. بعد ذلك عادت الوحدات العربية التابعة لسكليروس إلى ديارها؛ سيطر فوقاس الآن على جميع أنحاء آسيا الصغرى البيزنطية. حرك فوقاس جيوشه بسرعة نحو مضيق البوسفور في محاولة لحصار القسطنطينية وعبورها في النهاية إلى أوروبا وحصار العاصمة نفسها. وبينما عسكر فوقاس على الجانب الآسيوي من البوسفور، عسكر دلفيناس، حليف فوقاس والقائد السابق لإيطاليا، وشقيق فوقاس الأعمى نقفورس في كريسوبوليس (أسكدار). حاول فوقاس الاستيلاء على أبيدوس دون جدوى، تاركًا ميليسينوس مسؤولًا عن الحصار، بينما حاول دلفيناس منع واردات الحبوب إلى القسطنطينية، دون جدوى أيضًا، حيث تمكن الموالون من استخدام سيطرتهم على البحر الأسود لجلب الطعام من بعض المدن الساحلية الموالية، مثل طرابزون.

## باسيل يقلب الموازين
في هذا الوقت، اتخذ باسيل الثاني قرارًا في السياسة الخارجية من شأنه أن يغير مسار تاريخ أوروبا الشرقية إلى الأبد. في مقابل مساعدة كييف روس في حربه الأهلية، وضمان تنصير الروس، وافق باسيل على تزويج أخته، آنا، لأمير روس، فلاديمير الكبير. وفي أوائل عام 988 م، وصلت قوات فلاديمير إلى بيزنطة بقواته الخاصة إلى جانب فرقة من 6000 فارانجي. وفي نفس العام، عبر باسيل مضيق البوسفور واستولى على معسكر دلفيناس على حين غرة، وهزم قواته واحتجزه. وأُعدم بسرعة، بينما تم القبض على نقفور، واستمرت قوات باسيل في التقدم. ومع استمرار هذا الهجوم، نزل الموالي الجورجي غريغوري تارونيتس في طرابزون. سرعان ما بدأ في تخريب مؤخرة فوقاس دون عقاب، متجهًا نحو نهر الفرات. أرسل فوقاس ابنه، المسمى أيضًا نقفورس، إلى الكوروبالاتس تاو (منطقة تاريخية) ديفيد الثالث، لحشد قوات جديدة للثورة. وتمكن من حشد 2000 جندي قوقازي.
هُزم تارونيتس على يد نقفور، ولكن جيوشه سرعان ما تفرقت وعادت إلى أوطانها عندما سمعت بالهزيمة في كريسوبوليس. وفي أوائل عام 989 م، أصبح فوقاس أكثر يأسًا، وكثف حصار أبيدوس. ومع ذلك، كان باسيل يقترب بسرعة من معسكره، ولم يكن أمام فوقاس خيار سوى الاستعداد للمعركة. توفي فجأة، ربما بسبب نوبة، في 16 نيسان، قبل أن تبدأ المعركة. تفكك التمرد بسرعة بدون قيادته. وفي 3 تشرين الثاني، استسلم ليو فوقاس لأنطاكية تحت ضغط من شعبه. رغب العديد من أتباع فوقاس السابقين في مواصلة القتال تحت قيادة سكليروس، فأطلقوا سراحه من الأسر، لكنه كان قد تجاوز أواخر الستينيات من عمره، وقد سئم القتال. وبحلول تشرين الأول، تفاوض مع باسيل على الاستسلام، ضامنًا العفو عنه. واعتزل في ديموتيقة، حيث توفي في 6 آذار 991 م.

## النتائج
على الرغم من الطبيعة التدميرية المتأصلة لمعظم التمردات، إلا أن تمرد بارداس فوقاس قد قدّم في الواقع للإمبراطورية البيزنطية العديد من الفوائد طويلة المدى. كان أولها إضافة الفارانجيين إلى الحرس الإمبراطوري. وعلى مدى القرون الثلاثة التالية، كانت قوة المشاة النخبوية هذه هي العنصر الأكثر فعالية في الجيش البيزنطي. ثانيًا، لم يعد ديفيد الثالث، الذي استنفدت موارده، في وضع يسمح له بمقاومة هجوم بيزنطي مركّز على أراضيه الأيبيرية، وسرعان ما اجتاحته الحروب في السنوات التي تلت الحرب الأهلية ردًا على دعمه لفوقاس. خرجت كييف روس من الحرب الأهلية بوصفها أحدث دولة مسيحية في أوروبا، وواحدة من أكبر الدول، ويعود ذلك إلى حد كبير إلى الدبلوماسية التي أشعلها التمرد. كما أبرزت الحرب الأهلية عجز البويهيين عن التأثير بفعالية على السياسة البيزنطية بطريقة ذات معنى على الرغم من قوتهم العسكرية وسيطرتهم على الخليفة بسبب الخلافات الإسلامية والصراعات الداخلية في الدولة العباسية.
وقد توقّعت بعض الدراسات بأنه لولا الخلافات والثورات في عهد صمصام الدولة البويهي، لسقطَت الإمبراطورية البيزنطية سريعًا في أيدي المسلمين، ولتغيّرَت خريطة غرب آسيا وشرق أوروبا.